# Tornado del Golfo de Arauco de 2007
El tornado del Golfo de Arauco de 2007 fue un fenómeno meteorológico ocurrido la noche del 21 de junio de 2007. Los testigos indicaron haber escuchado un ruido atronador, vientos que retumbaban en el suelo como si estuviera temblando, una oscura nube en forma de embudo que salió desde la playa, avanzando sobre un extremo de la ciudad, seguido de la caída de granizos del tamaño de habas, voladura de techumbres, caída de árboles, muerte de animales, quebrazón de vidrios, volcamiento de vehículos y varada de embarcaciones. 
La trayectoria del fenómeno se inició con la mayor violencia en el bosque cercano a la playa, donde quebró gruesos troncos y ramas, arrancando de raíz algunos de los árboles y provocó la muerte de aves. Más al sur, en el fondeadero de embarcaciones artesanales, levantó y volcó tres botes, arrojándolos hasta decenas de metros y dañando sus motores fuera de borda. Antes de ingresar al sector residencial, mató a dos caballos y destruyó por completo las construcciones más livianas, demoliendo una barraca aparentemente bien construida, arrancó techos y planchas de zinc y asbesto cemento, arrojando proyectiles que se incrustaron en árboles, paredes y puertas de las casas. En la estación de servicio de combustibles, cambió de dirección siguiendo hacia el Este, volcando un vehículo utilitario de transporte, desmantela un cartel publicitario, derriba otro árbol y quiebra los vidrios del puesto de ventas. Continúa su carrera a lo largo de la calle, tumbando árboles y dañando techos, hasta desaparecer por completo. El período de destrucción, no supera la media hora de duración.